# Подумайте про дітей

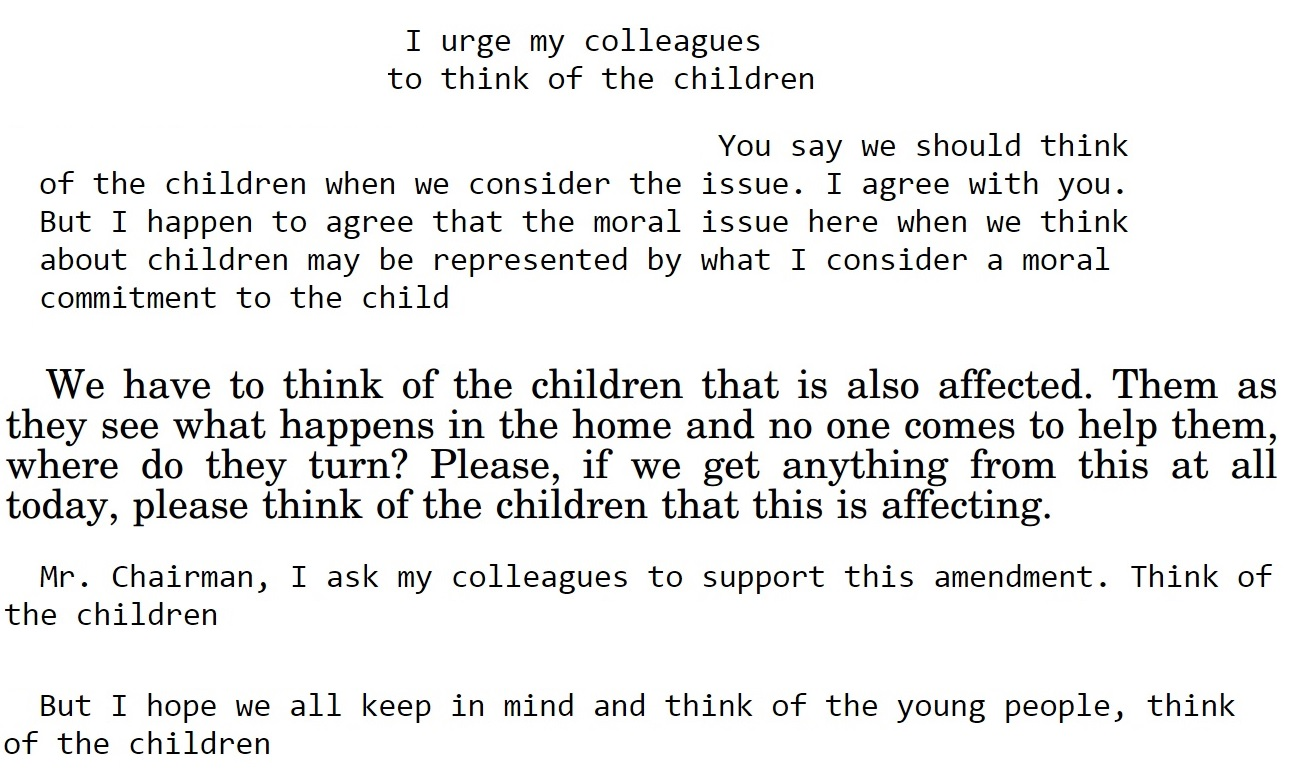
Подумайте про дітей.

Подумайте про дітей (також «А як щодо дітей?») — це кліше, яке переросло в риторичну тактику. У буквальному сенсі це стосується прав дитини (як у обговореннях дитячої праці). У дебатах, однак, це заклик до жалості, який використовується як звернення до емоцій, і тому він стає неформальною логічною помилкою .
Art, Argument, and Advocacy (2002) стверджував, що апеляція замінює судження на емоцію у дебатах. Етик Джек Маршалл написав у 2005 році, що популярність фрази пов'язана з її здатністю обмежувати раціональність, зокрема у дискурсі про мораль. Прихильники цензури закликали «Подумайте про дітей», щоб захистити дітей від уявної небезпеки. Community, Space and Online Censorship (2009) стверджував, що класифікація дітей інфантильним способом як невинних, які потребують захисту, є формою одержимості концепцією чистоти. У статті 2011 року в Journal for Cultural Research зазначається, що ця фраза виросла із моральної паніки.
Це було закликом у фільмі Мері Поппінс 1964 року Disney, коли персонаж місіс Бенкс благав няню не кидати їх і «думати про дітей!» Фраза була популяризована як сатиричне посилання на анімаційну телевізійну програму Сімпсони у 1996 році, коли персонаж Хелен Лавджой благав: «Хіба хтось не подумає про дітей?» під час суперечливих дебатів мешканців вигаданого містечка Спрінгфілд.
У 2012 році у «Georgia State University Law Review» Чарльз Дж. Тен Брінк назвав використання Лавджой «Подумай про дітей» успішною пародією. Подальше використання звернення в суспільстві часто ставало предметом знущань. Після його популяризації в «Сімпсонах», фраза отримала назву «закон Лавджоя», «захист Хелен Лавджой», «синдром Хелен Лавджой», і «думай-про-дітей-ізм».

## Захист дітей
«Думай про дітей» у буквальному значенні вживається для захисту прав дітей. Раннє використання протягом 20-го століття включало записи 1914 року Національного комітету дитячої праці, які критикували стандарти дитячої праці в Сполучених Штатах. Президент США Білл Клінтон використав цю фразу у промові 1999 року до Міжнародної організації праці, попросивши свою аудиторію уявити значне скорочення дитячої праці: «Подумайте про дітей … звільнених від нищівного тягаря небезпечної та принизливої роботи, яким повернуто ті незамінні години дитинства для навчання, ігор і життя».
Дослівне використання цієї фрази поширюється на 21 століття, коли Сара Бойс із Центру права дітей у Північній Ірландії використовує її, щоб відстоювати законні права дітей регіону. У книзі 2008 року «Дитяча праця в глобалізованому світі» використано цю фразу, щоб привернути увагу до ролі боргової кабали у дитячій праці. Сара Діллон з Юридичної школи Університету Саффолка використала фразу «А як щодо дітей» у своїй книзі 2009 року «Міжнародні права дитини», щоб зосередитися на умовах програми дитячої праці. Бенджамін Пауелл використав цю фразу по-іншому у своїй книзі «Поза бідністю: потогінні цехи в глобальній економіці», написавши, що за відсутності дитячої праці деякі молоді люди стикалися з голодом. У книзі 2010 року про права людини, «Права дитини та розвиток людини», дитячий психіатр Брюс Д. Перрі використав фразу «думати про дітей», щоб закликати клініцистів включити процес, чутливий до етапів розвитку при консультуванні молоді.

## Тактика дебатів

### Логічна помилка
У своїй книзі 2002 року «Мистецтво, аргументація та захист: опанування парламентських дебатів» Джон Міні та Кейт Шустер назвали використання фрази «Думай про дітей» у дебатах типом неформальної логічної помилки і зверненням до емоцій. За словами авторів, учасник дебатів може використовувати цю фразу, щоб емоційно схилити членів аудиторії та уникнути логічного обговорення. Вони наводять приклад: «Я знаю, що цей національний план протиракетної оборони має своїх недоброзичливців, але чи хтось „будь ласка“ не подумає про дітей?» Їхню оцінку повторила Марджі Боршке в статті для журналу «Media International Australia incorporating Culture and Policy», при цьому Боршке назвала її використання риторичною тактикою.
Етик Джек Маршалл описав «Думай про дітей!» як тактику, яка використовується у спробі завершити дискусію, посилаючись на аргумент без відповіді. За словами Маршалла, за допомогою стратегії вдається запобігти раціональним дебатам. Він назвав його використання неетичним способом заплутаної дискусії, неправильним спрямуванням емпатії на об'єкт, який, можливо, не був у центрі уваги початкового аргументу. Маршалл написав, що, хоча використання цієї фрази може мати позитивний намір, воно викликає ірраціональність, коли неодноразово використовується обома сторонами дебатів. Він дійшов висновку, що ця фраза може перетворити дотримання правил на етичну проблему, застерігаючи суспільство уникати використання заклику «Думай про дітей!» як останнього аргументу.
У своїй синдикованій статті 2015 року «Think Of The Children» Майкл Рейган розкритикував використання цієї фрази політиками. За словами Рейгана, політикам потрібно було припинити використовувати дітей як інструмент, коли відстоюють переваги урядових програм. Він назвав тактику нелогічним аргументом, актом відчаю тих, хто вважав, що має слабшу справу з аргументованими аргументами. Відзначаючи, що його використовували і демократи, і республіканці у Сполучених Штатах, Рейган назвав тактику «очевидною політичною поганою наукою».

### Моральна паніка
Journal for Cultural Research опублікував у 2010 році статтю Дебри Ферредей, яка була повторно опублікована в книзі 2011 року Hope and Feminist Theory. За словами Ферредей, використання в ЗМІ фрази «Хіба хтось не подумає про дітей!» стало звичним явищем в атмосфері моральної паніки. Вона припустила, що ця фраза стає настільки поширеною, що може стати ще одним законом Годвіна.
У статті 2011 р для журналу Post Script Ендрю Скехіл писав про силу дітей у риториці створювати неспроможну позицію для протилежної точки зору. За словами Скехіла, особа, яка сперечається «за дітей», надзвичайно ускладнює для опонента позицію «не за дітей». Кассандра Вілкінсонобговорила вплив риторики «думай про дітей» у статті 2011 року для IPA Review. Вілкінсон цитує дослідження No Fear: Growing Up in a Risk-Averse Society авторства Тіма Гілла, що гіперчутливість у захисті дітей від потенційної шкоди має негативний вплив, що сприяє нездатності молоді володіти своїм вибором і реагувати на небезпечні ситуації. У «New Statesman» Лорі Пенні охарактеризувала тактику як систему політичних переконань і назвала її «думай-про-дітей-ізм» («think-of-the-children-ism»).
Елізабет Стокер Бруніг написала у статті 2014 року для First Things, що моралізацію за допомогою цієї фрази часто можна побачити в обговореннях сексуальності, пояснюючи це зростанням сприйняття суспільством моралі як сфери жіночності. Бруніг також процитувала відмову NBC транслювати трейлер фільму про аборт як «думай-про-дітей-ізм».

### Цензура
Скотт Бітті написав у своїй книзі 2009 року: Community, Space and Online Censorship що питання «Хіба ніхто не подумає про дітей?» часто порушували особи, які виступають за цензуру через занепокоєння, що молодь може побачити матеріали, які вважаються невідповідними. За словами Бітті, молодих людей розглядали як потенційних жертв сексуальних хижаків в Інтернеті, щоб посилити регулювання Інтернет. Характеризування дітей як інфантильних звертається до концепції невинності, яка була формою одержимості концепцією чистоти.
У статті 2011 року для журналу Make Корі Докторов написав, що фраза «Хіба хтось не подумає про дітей?!» була використана ірраціональними особами для підтвердження аргументів про небезпеку для молоді «Чотирьох вершників Інфокаліпсису»: «піратів», терористів, організованої злочинності та дитячої порнографії. За словами Докторова, ця фраза була використана, щоб придушити обговорення основних проблем і зупинити раціональний аналіз. Він помітив її часте використання, коли суспільство визначало відповідний підхід до юридичних аспектів обчислювальної техніки.
У своїй книзі 2013 р. Fervid Filmmaking Майк Ватт обговорив історію цензури щодо Сполученого Королівства за Законом про непристойні публікації 1959 і зазначив, що фільми, заборонені в той період, стали відомі як «відео-образа». Уотт назвав поточну інтерпретацію такої цензури характеристикою «Думай про дітей». Браян М. Рід написав у своїй книзі: Nobody's Business що фраза була позбавлена змісту і могла бути замінена для комічного ефекту на «Скільки кошенят має померти?»
Для Reason у 2015 році журналіст Брендон О'Ніл писав про Not in Front of the Children: Indecency, Censorship, and the Innocence of Youth Марджорі Хейнс як привід для посилення цензури та контролю і посилався на багатовікове використання урядами засобів запобігання «шкоди неповнолітнім». За словами О'Ніла, використання «Хіба хтось не подумає про дітей?» у сучасній культурі значно зросла і стала засобом здійснення морального авторитету за допомогою емоційного шантажу.
Прийнятий в Росії в 2012 році федеральний закон РФ № 139-ФЗ 2012 року, призначений для захисту дітей від інформації, що шкодить їх здоров'ю і розвитку, ще в ході обговорення та прийняття критикувався експертами як такий, що фактично вводить інтернет-цензуру. В подальшому ці перестороги неодноразово підтверджувались правозастосовною практикою.

## Популяризація

### Кіно і телебачення
За словами Кетрін Лейті, раннє використання цієї фрази могло виникнути з її появи у фільмі Walt Disney Pictures 1964 року «Мері Поппінс». У початковій сцені персонаж місіс Бенкс благає свою няню не кидати їх, благаючи її «думати про дітей!». Лейті написала, що популярне використання цієї фрази викликає сильні почуття у тих, хто заперечує проти становища няні, вказуючи на конфлікт у Сполучених Штатах між консерватизмом країни (що походить від пуритан) та бажанням використовувати секс у рекламі.
До того, як ця фраза з'явилася в Сімпсонах, більшість американців вперше звикли до неї в 1980-х роках у благодійній рекламі з Саллі Стратерс для Дитячого християнського фонду. Наприкінці рекламного ролика місіс Стратерс благала глядачів: «Хіба хтось не подумає про дітей?»
Вона також була використана у фільмі Джона Г'юстона 1982 року Енні, промовлена Елеонорою Рузвельт, коли Енні співає «пісню Завтра» до Франкліна Д. Рузвельта у Білому домі, щоб викликати жалість Олівера Ворбакса для підтримки політики Нового курсу, проти якої він виступає.
«Думай про дітей» значною мірою популяризував персонаж Хелен Лавджой, дружини отця Лавджоя, у телевізійній програмі «Сімпсони». Лавджой (яка вперше з'явилася в 1990 році) неодноразово вигукувала: «Думайте про дітей!» в кількох епізодах серіалу. Вперше вона використала цю фразу в епізоді «Much Apu About Nothing» Девіда Коена, який вийшов в ефір в 1996 році, благаючи мера міста не дозволяти ведмедям перетинати кордон дика місцевість – місто. З кожним наступним використанням заклик Лавджой ставав дедалі сильніше.
Автор «Сімпсонів» Білл Оклі сказав у DVD коментарі до епізоду в 2005 році, що мотивація фрази в шоу полягала в тому, щоб підкреслити, як «думати про дітей» використовувалося в дебатах; нерелевантно, відхиливши дискусію від початкових питань. Лавджой використовувала варіації фрази, зокрема «Ой, будь ласка, хтось подумайте про дітей» і «А як же діти», найчастіше кричала, коли жителі вигаданого міста Спрінгфілд обговорювали спірну проблему або сперечалися про політику і логіка порушувалась. Комічне використання Лавджоей фрази з «Сімпсонів» сатиризувало її використання в публічному дискурсі.

### Закон Лавджой
Після популяризації фрази у «Сімпсонах» її використання в суспільстві часто висміювалося. У журналі «Toronto Star» журналіст Едвард Кінан назвав це «законом Лавджой». Кінан визначив «Закон Лавджой» як попередження про те, що ця фраза є ймовірним відхиленням від слабкої логічної позиції, написавши, що справжнє співчуття до дітей передбачає раціональний аргумент, а не маніпуляцію. У статті для ірландського журналу Sunday Independent Керол Хант назвала використання цієї фрази в політичних дебатах «захистом Хелен Лавджой» і написала, що це також відомо як «синдром Хелен Лавджой». За словами Хант, вона часто посилається на гіпотетичних дітей, а не на реальних дітей, яких торкнулася проблема.
У статті для «Georgia State University Law Review» професор Юридичного коледжу Університету штату Мічиган, Чарльз Дж. Тен Брінк написав, що фірмова фраза Хелен Лавджой була вправною та ефективною пародією. Згідно з «The Canberra Times», використання цієї фрази у 2009 році для підтримки цензури в Інтернеті з боку Департаменту комунікацій уряду Австралії нагадувало Хелен Лавджой.
У своїй книзі «Міф про зло» Філіп А. Коул писав, що прохання Хелен Лавджой передбачало, що діти були чистими, непідробними потенційними жертвами, які вимагали постійного захисту від небезпеки. Коул протиставив це поняття персонажу Барта Сімпсон, який віддає перевагу створенню безладу, а не відповідності та дотриманню правил. За словами Коула, це є прикладом подвійного сприйняття дітей суспільством: безхитрісна потенційна здобич і зловмисні істоти, яким не довіряють. Коул писав, що протягом всієї історії дитина представляла дике минуле людства та його оптимістичне майбутнє. Джо Джонсон внесла розділ «Хіба хтось не думає про дітей?» до книги «Мами-посередники», в якій вона проаналізувала використання цієї фрази в анімаційних медіа (включаючи «Сімпсонів»). За словами Джонсон, ця фраза була ключовим прикладом популярного культурного зображення матерів як невротичних і наповнених тривогою щодо моральних цінностей.